# 사용자 맞춤형 지진정보서비스
사용자 맞춤형 지진정보서비스 바로가기(외부 사이트)
사용자 맞춤형 지진정보서비스(축약어 Pews, 영어 User-customized Earthquake Information Service)는, 대한민국 기상청(KMA)이 2019년 연말부터 운영하기 시작한 지진 정보 서비스이다.

## 역사
2019년 연말, 날씨누리에 추가되었다.
미상의 날자부터, 과거 지진 시뮬레이션이 추가되었다.

## 기능
대한민국에, 지진 신속정보가 발표되면, 사이렌 소리와 함께 해당 정보가 표시되며, 자신의 위치나, 자신이 선택한 관심지점의 도달 예정 시간과 예상 진도가 표출된다. 이후, 지진 상세정보가 발표되면, 해당 정보가 표시되며, 지진발생 약 30분 후에, 평소의 상태로 돌아가게 된다.